# توماس إل. رايلي
توماس إل. رايلي هو سياسي أمريكي، ولد في 20 سبتمبر 1858 في نيو بريتن في الولايات المتحدة، وتوفي في 6 يوليو 1924 في نيو هيفن في الولايات المتحدة. نشط حزبياً في الحزب الديمقراطي. وقد انتخب عضو مجلس النواب الأمريكي ‏.